# Shenzhen Open 2014
Lo Shenzhen Open 2014 è stato un torneo di tennis giocato all'aperto sul cemento. È stata la 2ª edizione dello Shenzhen Open, che fa parte della categoria International nell'ambito del WTA Tour 2014. Si gioca allo Shenzhen Luohu Tennis Centre di Shenzhen in Cina, dal 30 dicembre 2013 al 5 gennaio 2014.

## Partecipanti

### Teste di serie
| Giocatrice | Nazionalità       | Ranking* | Testa di serie |
| ---------- | ----------------- | -------- | -------------- |
| Cina       | Na Li             | 3        | 1              |
| Italia     | Sara Errani       | 7        | 2              |
| Rep. Ceca  | Klára Zakopalová  | 35       | 3              |
| Serbia     | Bojana Jovanovski | 36       | 4              |
| Cina       | Peng Shuai        | 42       | 5              |
| Cina       | Zhang Shuai       | 52       | 6              |
| Cina       | Zheng Jie         | 53       | 7              |
| Germania   | Annika Beck       | 58       | 8              |

* Rankings al 30 dicembre 2013.

### Altre partecipanti
Giocatrici che hanno ricevuto una wildcard per il tabellone principale:
- Vera Zvonarëva
- Zheng Saisai
- Liu Fangzhou

Giocatrici passate dalle qualificazioni:

- Anna-Lena Friedsam
- Viktorija Golubic
- Ljudmyla Kičenok
- Risa Ozaki

## Punti e montepremi
Il montepremi complessivo è di 500.000 $.
| Torneo    | Torneo              | V       | F      | SF     | QF    | 2T    | 1T    | Q  | Q2    | Q1    |
| Singolare | Punti               | 280     | 180    | 110    | 60    | 30    | 1     | 18 | 12    | 1     |
| Singolare | Premi in denaro ($) | 111.163 | 55.323 | 29.730 | 8.934 | 4.928 | 3.199 | –  | 1.852 | 1.081 |
| Doppio    | Punti               | 280     | 180    | 110    | 60    | 1     | –     | –  | –     | –     |
| Doppio    | Premi in denaro ($) | 17.724  | 9.222  | 4.951  | 2.623 | 1.383 | –     | –  | –     | –     |

## Campionesse

### Singolare
Li Na ha battuto in finale  Peng Shuai per 6-4, 7-5.
- È il primo titolo stagionale per Li Na e l'ottavo titolo in carriera.

### Doppio
Monica Niculescu /  Klára Zakopalová hanno battuto in finale  Ljudmyla Kičenok /  Nadežda Kičenok per 6-3, 6-4.